# Laparentozaur
Lapparentozaur, Lapparentosaurus- czworonożny, roślinożerny zauropod odnaleziony na Madagskarze, spokrewniony z brachiozaurem.

## Nazwa
Znaczenie jego nazwy – jaszczur Alberta F.de Laparenta

## Wielkość
Nie wiadomo, jaką wielkość osiągały dorosłe osobniki.
Prawdopodobnie miały 15 m długości i wagę 22 tony.

## Pożywienie
Rośliny.

## Występowanie
Zamieszkiwał Madagaskar 169,2-164,4 miliona lat temu (środkowa jura, baton). Jest to dosyć wcześnie jak na przedstawiciela rodziny brachiozaurów.

## Odkrycie
Na Madagaskarze (w Majunga) znaleziono 4 niewielkie niekompletne szkielety i zęby.

## Gatunki
- Lapparentosaurus madagascariensis